# Макарни (Тексас)
Макарни (енгл. McCamey) град је у америчкој савезној држави Тексас. По попису становништва из 2010. у њему је живело 1.887 становника.

## Демографија
Према попису становништва из 2010. у граду је живело 1.887 становника, што је 82 (4,5%) становника више него 2000. године.
| Група             | 2000.       | 2010.         |
| Белци             | 811 (44,9%) | 703 (37,3%)   |
| Афроамериканци    | 28 (1,6%)   | 44 (2,3%)     |
| Азијати           | 0 (0,0%)    | 0 (0,0%)      |
| Хиспаноамериканци | 944 (52,3%) | 1.120 (59,4%) |
| Укупно            | 1.805       | 1.887         |